# Krásná (Frýdek-místeki járás)
Krásná település Csehországban, a Frýdek-místeki járásban. Krásná Janovice, Staré Hamry, Ostravice, Malenovice, Raškovice, Pražmo, Frýdlant nad Ostravicí és Morávka településekkel határos. Lakosainak száma 726 fő (2024. január 1.).

## Népesség
A település lakosságának változását az alábbi diagram mutatja:
| Lakosok száma | 1757 | 1805 | 1416 | 1292 | 803  | 634  | 664  | 687  | 673  | 726  |
|               | 1869 | 1890 | 1921 | 1950 | 1980 | 2001 | 2017 | 2019 | 2022 | 2024 |